# 美丽日本日月贝
，是莺蛤目海扇蛤科日月蛏属的一种。主要分布于中国大陆、台湾，常栖息在潮下带、水深44－47.6米。